# إميت فرينش
إميت فرينش (بالإنجليزية: Emmet French)‏ هو لاعب غولف أمريكي، ولد في 22 نوفمبر 1886 في برين مار ‏ في الولايات المتحدة، وتوفي في 10 يونيو 1947.